# Белогоровка (Лиманский район)
Белого́ровка (укр. Білогорівка) — исключённое из учётных данных село в Лиманском районе Донецкой области Украины.
Село снято с учёта 24 июля 2008 года.

## Географическое положение
Белогоровка находилась на левом берегу реки Жеребец. Выше по течению на расстоянии 1 км расположено село Мирное, ниже по течению на расстоянии 3 км расположено село Ивановка,
на реке сделано много запруд.

## История
Село снято с учёта решением Донецкого областного совета от 24 июля 2008 года.

## Население
По состоянию на 1987 год в Белогоровке проживало 50 человек.

## Местный совет
Белогоровка относилась к Терновскому сельскому совету.
Адрес местного совета: 84440, Донецкая область, Лиманский р-н, с. Терны, ул. 50 лет Октября, 3.